# Fábula de la bella Palomera
Fábula de la bella Palomera és una pel·lícula brasilera de drama del 1988 dirigida per Ruy Guerra amb un argument basat en un guió de Gabriel García Márquez. Forma part de la producció de TVE Amores difíciles.

## Argument
Orestes, un adinerat propietari d'una empresa productora de cachaça que viu amb una mare força possessiva i que el tracta com un nen, s'enamora de Fulvia, una colomera. Es comuniquen amb coloms per evitar ser descoberts pel seu marit.

## Repartiment
- Ney Latorraca: Orestes
- Claudia Ohana: Fulvia
- Tônia Carrero: mare d'Orestes
- Chico Díaz: marit de Fulvia

## Producció
Es va concebre com una de les sis pel·lícules nascudes de l'interès del novel·lista colombià Gabriel García Márquez pel cinema. García Márquez va escriure els esbossos dels guions i la realització de les pel·lícules que es van lliurar a directors d'Iberoamèrica. Les pel·lícules es van agrupar amb el nom d' Amores Difíciles i estan formades per: Yo soy el que tú buscas (dirigida per Jaime Chávarri); El verano de la señora Forbes (dirigida per Jaime Humberto Hermosillo); Un domingo feliz (d'Olegario Becerra). Cartas del parque (dirigida per Tomás Gutiérrez Alea); Fábula de la bella palomera (dirigida per Ruy Guerra); i Milagro en Roma.